# Antoine Dupré
Antoine Dupré (Cap-Haïtien, 1782 – 13 gennaio 1816) è stato un poeta e drammaturgo haitiano.
Pubblicò uno dei primi poemi e scrisse uno dei primi drammi dell'Haiti indipendente. È però conosciuto per i suoi poemi Inno alla Libertà e Il sogno di un Haitiano e per i suoi drammi La morte del generale Lamarre e La giovane ragazza.
Morì in un duello a soli 34 anni.

## Opere
- 1812: Un hymne à  la liberté, poema
- La jeune fille, libretto teatrale
- Le miroir
- La mort du général Lamarre, libretto teatrale
- Le rêve d'un Haïtien, poema
- Vers pour être gravés au bas d'un buste de Pétion